# 費爾代爾 (伊利諾伊州)
費爾代爾（英語：Fairdale）是位於美國伊利諾伊州迪卡爾布縣的一個非建制地區。該地的面積和人口皆未知。

## 地理
費爾代爾的座標為42°06′00″N 88°55′58″W / 42.10000°N 88.93278°W，而該地的平均海拔高度為238米（即781英尺）。